# سن-ژان-دو-شربور، کبک
سَن-ژان-دو-شِربور (به فرانسوی: Saint-Jean-de-Cherbourg) قصبه‌ای در منطقه شهری ماتان ناحیه با-سن-لوران در استان کبک کانادا است. در سرشماری سال ۲۰۱۱ این قصبه ۲۰۳ نفر جمعیت داشته‌است و مساحت آن ۱۱۳٫۲۳ کیلومتر مربع است.